# 維氏櫛精器魚
維氏櫛精器魚，為輻鰭魚綱銀漢魚目精器魚科的其中一種，分布於亞洲菲律賓民答那峨島淡水流域，為熱帶魚類，體長可達2.3公分，棲息在淡水沼澤地區，生活習性不明。

## 擴展閱讀
維基物種上的相關：維氏櫛精器魚